# Васильевский сельсовет (Мелеузовский район)
Васи́льевский сельсове́т — упразднённая в 2008 году административно-территориальная единица и сельское поселение (тип муниципального образования) в составе Мелеузовского района. Почтовый индекс — 453861. Код ОКАТО — 80241820000. Код ИФНС: 263.
Согласно Закону Республики Башкортостан «О границах, статусе и административных центрах муниципальных образований в Республике Башкортостан» от 16 декабря 2004 года имел статус сельского поселения. В 2008 году объединён с сельским поселением Партизанский сельсовет.

## Транспорт
железная дорога Куйбышевского отделения, автодорога Уфа-Оренбург.

## Состав сельсовета
В момент объединения в сельсовете оставались два селения. Село Васильевка — административный центр и деревня Ивановка.
До этого времени состав Васильевского сельсовета постепенно сокращался.
В 1979 году в Воскресенском сельсовете упразднены хутора Благовещенский и Веселый. Всего в Мелеузовском районе были упразднены 15 селений. Указ Президиума ВС Башкирской АССР от 29.09.1979 N 6-2/312 «Об исключении некоторых населенных пунктов из учётных данных по административно-территориальному делению Башкирской АССР» гласил:

Президиум Верховного Совета Башкирской АССР постановляет: 

В связи с перечислением жителей и фактическим прекращением существования исключить из учётных данных по административно-территориальному делению Башкирской АССР следующие населенные пункты:

по Мелеузовскому району

х. Благовещенский Воскресенского сельсовета
х. Веселый Воскресенского сельсовета
д. Авдеевка Зирганского сельсовета
д. Бобринка Корнеевского сельсовета
д. Карайсы Корнеевского сельсовета
д. Краснояр Корнеевского сельсовета
д. Потешкино Корнеевского сельсовета
д. Веденовка Нордовского сельсовета
д. Чуфаровка Нордовского сельсовета
д. Верхнеташево Нугушского сельсовета
д. Александровка Партизанского сельсовета
д. Грачи Партизанского сельсовета
д. Николаевка Партизанского сельсовета
п. Миньковка Первомайского сельсовета
п. Тукмакской фермы Первомайского сельсовета

х. Солдатский Сарышевского сельсовета— http://bashkortostan.news-city.info/docs/sistemao/dok_keqimi.htm
В 1991 году из Васильевского сельсовета выведены деревня Береговка и хутор Красногорский с образованием Береговского сельсовета.
Указ Президиума ВС Башкирской ССР от 18.09.91 N 6-2/314 «Об образовании Береговского сельсовета и передаче его в административное подчинение Мелеузовскому городскому Совету народных депутатов» гласил:

1. Образовать Береговский сельсовет с административным центром в деревне Береговка.

2. Включить в состав Береговского сельсовета деревню Береговка и хутор Красногорский, исключив их из состава Васильевского сельсовета Мелеузовского района.— http://bashkortostan.news-city.info/docs/sistemam/dok_keyktb.htm
В 1995 году из сельсовета передана деревня Терекла в состав Зирганского поссовета Мелеузовского района (Постановление Государственного Собрания РБ от 02.11.95 N ГС-50 «О передаче деревни Терекла Васильевского сельсовета в состав Зирганского поссовета Мелеузовского района»).

## История
Закон Республики Башкортостан от 19.11.2008 N 49-з «Об изменениях в административно-территориальном устройстве Республики Башкортостан в связи с объединением отдельных сельсоветов и передачей населённых пунктов» гласил:

 "Внести следующие изменения в административно-территориальное устройство Республики Башкортостан:

33) по Мелеузовскому району:

б) объединить Партизанский и Васильевский сельсоветы с сохранением наименования «Партизанский» с административным центром в селе Дарьино.

Включить село Васильевка, деревню Ивановка Васильевского сельсовета в состав Партизанского сельсовета.

Утвердить границы Партизанского сельсовета согласно представленной схематической карте.

Исключить из учетных данных Васильевский сельсовет

## Географическое положение
На 2008 год граничил с городом Кумертау, муниципальными образованиями: Зирганский сельсовет, Араслановский сельсовет, Партизанский сельсовет.

## География
река Белая.